# Qichun
Qichun  (en chino, 蕲春; pinyin, Qíchūn (escuchar)ⓘ) es un condado  bajo la administración directa de la Prefectura Huanggang en la Provincia de Hubei, República Popular China.  Su área es de 2398 km² y su población total para 2010 superó los 720 mil habitantes. 

## Administración
Desde octubre de 2022, el  Condado Qichun  se divide en 14 pueblos que se administran en 13 poblados y 1 villa.

## Toponimia
El topónimo Qichun [/chi-chúan/] se compone de los sinogramas Qi (nombre propio) y Chu (primavera). La principal teoría dice que debido a que este lugar es rico en Qicai (una variedad de apio chino), que crece principalmente en primavera, se le llama Qichun «(lugar) del Qi[cai] primaveral».
Otra teoría sugiere que el nombre proviene del río Qi (蕲水), que baña la región.  Ya que primavera (春) y fuente (泉) suenan igual, el nombre original "Qiquan" (蕲泉), que significa "la fuente del [río] Qi", habría derivado en Qichun (蕲春) por asociación fonética. Esta conexión no es arbitraria: de hecho, el apio local Qicai (蕲菜) se traduce literalmente como "la verdura del río Qi", ya que crece en sus riberas, lo que refuerza el vínculo entre el topónimo y el río.